# Drosophila basiprojecta
Drosophila basiprojecta är en tvåvingeart som först beskrevs av Zhang 2004.  Drosophila basiprojecta ingår i släktet Drosophila och familjen daggflugor.
Artens utbredningsområde är provinsen Sichuan i Kina.